# الموسوعة الصوفية والديانات السرية
الموسوعة الصوفية والديانات السريّة هوَ كتابٌ لمؤلّفه جون فيرغسون صدرَ عام 2014 وتكلّف محمد الجورا بترجمتهِ ليصدر في وقتٍ لاحقٍ بنسختهِ العربيّة عن دار الفرقد للنشر. يتحدث الكِتاب عن بعضِ ما يُسمّيها «بالمفاهيم الجديدة» في عالَم الصوفية وعلاقاتها بباقي الديانات.

## ملخص
ينقسمُ الكتاب لفصلين؛ حيثُ يتحدث الفصل أو الجزء الأول عن المفاهيم الدينية في عالَم الصوفية والغنوصية مُحاولًا شرحها فيما يستعرضُ الجزء الثاني أعلام التصوف من كل مكان ومن جميع الفرق والمذاهب والتيارات.
من بينِ ما غاصَ فيه المؤلِّف في كتابه هذا كانَ كلمة سبينتا مانيو (بالإنجليزية: Spenta Mainyue)‏ في الزرادشتية والتي تعني الروح الخيّرة، التي تصبح شبيهة بأهورا مزدا كما يُسمّي الخصوم في المعركة بين النور والظلام بأورموزد وأهريمن  Ahriman كما يتحدثُ في موضعٍ آخر مثلًا عن يون-مين (بالإنجليزية: Yun-Men)‏ وهوَ مُعلّم في الزينية الصينية، ومؤسس طائفة باسمهِ وعلاقته بالتصوّف.